# Кавзияково
Кавзияково (тат. Кәүҗияк) — село в Сармановском районе Республики Татарстан России. Административный центр Кавзияковского сельского поселения.

## География
Село находится в восточной части Татарстана, в лесостепной зоне, в пределах северных отрогов Бугульмино-Белебеевской возвышенности, на берегах реки Ковзиячки, при автодороге 16К-1451, в 16 км к востоку от села Сарманова, административного центра района. Абсолютная высота — 135 метров над уровнем моря.

### Климат
Климат характеризуются как умеренно континентальный, с продолжительной умеренно холодной зимой и коротким тёплым летом. Среднегодовая температура воздуха составляет 3,8 °С. Средняя температура воздуха самого холодного месяца (января) — −12,2 °C; самого тёплого месяца (июля) — 19,7 °C. Безморозный период длится в течение 112—116 дней. Среднегодовое количество атмосферных осадков составляет 460 мм, из которых 340 мм выпадает в период с апреля по октябрь. Снежный покров держится 155—165 дней.

### Часовой пояс
Село Кавзияково, как и весь Татарстан, находится в часовой зоне МСК (московское время). Смещение применяемого времени относительно UTC составляет +3:00.

## История
Известно с 1744 года. В XVIII - XIX веках в сословном отношении жители делились на башкир вотчинников, тептярей, ясачных татар. Занимались земледелием, разведением скота, пчеловодством. 
В «Списке населенных мест по сведениям 1870 года», изданном в 1877 году, населённый пункт упомянут как деревня Кавзиак 2-го стана Мензелинского уезда Уфимской губернии. Располагалась при ключе, по правую сторону просёлочной дороги из Мензелинска в Бугульму, в 50 верстах от уездного города Мензелинска и в 17 верстах от становой квартиры в селе Александровское (Кармалы). В деревне, в 172 дворах жили 894 человека (443 мужчины и 451 женщина, тептяри, татары, башкиры), были 2 мечети, училище. Жители занимались земледелием, скотоводством.
По сведениям переписи 1897 года, в деревне Кавзияк Мензелинского уезда Уфимской губернии жили 1212 человек (608 мужчин и 604 женщины), из них 1211 мусульман.
В начале XX века здесь действовали 3 мечети, 4 мектеба. В этот период земельный надел сельской общины составлял 2141,7 десятины. 
До 1920 года село входило в Альметь Муллинскую волость Мензелинского уезда Уфимской губернии. С 1920 года в составе Мензелинского, с 1922 — Челнинского кантонов ТАССР. С 10.08.1930 в Сармановском районе.

## Население
| 1816 | 1870 | 1897 | 1920 | 1926 | 1938 | 1949 | 1958 | 1970 | 1979 | 1989 | 2002 | 2011 |
| ---- | ---- | ---- | ---- | ---- | ---- | ---- | ---- | ---- | ---- | ---- | ---- | ---- |
| 175  | 894  | 1212 | 1232 | 1227 | 1211 | 1021 | 901  | 916  | 718  | 590  | 551  | 525  |

### Национальный состав
Согласно результатам переписи 2002 года, в национальной структуре населения татары составляли 100 % из 551 чел.

## Экономика
Полеводство, молочное скотоводство, овцеводство.

## Инфраструктура
Средняя школа, дом культуры, библиотека. 

## Религия
Мечеть. 